# Whiting Bay
Whiting Bay är en by på ön Isle of Arran, i North Ayrshire i Skottland. Byn är belägen 11 km 
från Brodick. Orten har 590 invånare (2016).